# 查尔斯·威廉·威尔逊

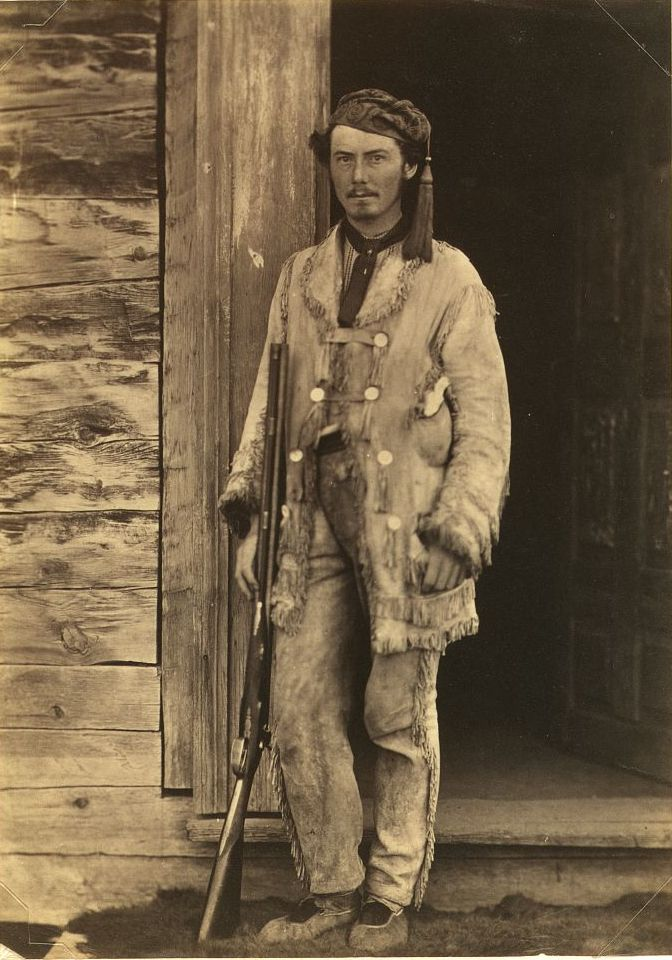
查尔斯·威廉·威尔逊，约1858年-1861年之间留影

陸軍少將查尔斯·威廉·威尔逊爵士（英語：Major-General Sir Charles William Wilson；1836年3月14日—1905年10月25日）是一个英国军官，地理学家和考古学家。

## 探險家及軍人生涯
在1864年他曾在Ordnance Survey of Jerusalem工作，他认定出了西墙旁的一个拱，现在称为威尔逊拱门。
他担任巴勒斯坦朝圣者文本协会 总干事，1901年起担任 巴勒斯坦探索基金会 主席，直到他1905年去世。